# جان کینگ (روزنامه‌نگار)
جان کینگ (انگلیسی: John King (journalist) ; ۳۰ اوت ۱۹۶۳) یک مجری خبری تلویزیون آمریکا است. او خبرنگار ملی سی‌ان‌ان مستقر در واشینگتن دی سی است و همچنین مجری برنامه میزگرد گفتگوی سیاسی در مورد سیاست داخلی آمریکا است. او قبلاً مجری سراسری برنامه جان کینگ در ایالات متحده آمریکا بود.

## زندگی شخصی
کینگ در بوستون، ماساچوست، ایالات متحده آمریکا به دنیا آمد. او ریشه ایرلندی دارد و اجدادش اهل دان لوشین می‌باشند و اکنون مالکیت شرکت گالوی را عهده‌دار هستند. او در مدرسه لاتین بوستون تحصیل کرد و مدرک لیسانس روزنامه‌نگاری را از دانشگاه رود آیلند گرفت. او از همسر اولش جین کینگ و جین مکی دو فرزند به نام‌های نوح و هانا دارد.
در ۲۵ می ۲۰۰۸، کینگ با همسر دوم خود، دانا باش، مجری سی‌ا ان ازدواج کرد. قبل از ازدواج با باش، کینگ (که قبلاً کاتولیک بود) به آئین دانا باش که یهودی بود گروید. باش و کینگ یک پسر به نام یوحنا دارند که در ژوئن ۲۰۱۱ به دنیا آمد. این زوج در مارس ۲۰۱۲ از هم جدا شدند.
در ۱۹ اکتبر ۲۰۲۱، کینگ در برنامه خود «سیاست داخلی» فاش کرد که مبتلا به مولتیپل اسکلروزیس است و دچار نقص ایمنی می‌باشد. روز بعد، او به جان برمن مجری شبکه سی ان ان ابراز داشت که این مرض۱۳ سال قبل تشخیص داده شده بود و به گفته کینگ، او از زمان پوشش دادن به دولت کلینتون در اواخر دهه ۱۹۹۰ با مشکلاتی در حس پاهای خود مواجه بود. پس از بدتر شدن این مشکلات در طول مبارزات انتخاباتی ریاست جمهوری ۲۰۰۸، او تشخیص نهایی را اعلام کرد.

## فعالیت حرفه‌ای
در سال ۱۹۸۵، کینگ به آسوشیتدپرس AP پیوست و در آنجا به عنوان نویسنده شروع به کار کرد. در سال ۱۹۹۱، کینگ به عنوان خبرنگار ارشد سیاسی آسوشیتدپرس انتخاب شد و سرپرستی پوشش سیاسی آسوشیتدپرس در انتخابات ریاست‌جمهوری ایالات متحده آمریکا (۱۹۹۲) و ۱۹۹۶ را برعهده داشت. همچنین در سال ۱۹۹۱، کینگ برنده جایزه برتر گزارش از سوی انجمن سردبیران مدیریت آسوشیتدپرس برای پوشش جنگ خلیج فارس در کویت شد.
در سال ۱۹۹۷، کینگ به سی‌ان‌ان پیوست و از ۱۹۹۹ تا ۲۰۰۵ به عنوان خبرنگار ارشد کاخ سفید خدمت کرد. در سال ۲۰۰۵، کینگ به عنوان خبرنگار ارشد سراسری سی‌ان‌ان انتخاب شد، سمتی که همچنان ادامه دارد. از سال ۲۰۱۴ تا ۲۰۲۱، هر صبح یکشنبه (و بیشتر در طول سال‌های انتخابات ریاست‌جمهوری) برنامه خبری سیاست داخلی را که شامل میزگردی چرخشی از اعضای رسانه می‌باشد که دیدگاه‌های خود را از موضوعات سیاسی جاری در برنامه به اشتراک می‌گذارند، اجرا می‌کرد. او اغلب در برنامه‌های خبری شبانه اتاق وضعیت و اندرسون کوپر۳۶۰° ظاهر شده و گاهی به عنوان گوینده آن برنامه را اجرا می‌کند. کینگ در برنامه دیوار همکاری که از آن با نام مستعار «دیوار جادویی» یا «نقشه جادویی» استفاده می‌کند. اولین بار در طول رقابت‌های مقدماتی مبارزات انتخاباتی ریاست جمهوری ۲۰۰۸ استفاده کرد، وی در این برنامه اجازه یافت تا گرافیک و نقشه‌های نتایج رای‌گیری و انتخابات را نمایش دهد و دستکاری کند. او و برنامه دیوار همکاری کینگ، هر دو در یک بخش نمایش روزانه و همچنین پوشش سی‌ان‌ان از انتخابات ریاست جمهوری ایالات متحده در سال‌های ۲۰۱۶ و ۲۰۲۰ به اجرا درآمدند.
درست قبل از مراسم تحلیف رئیس‌جمهور ایالات متحده آمریکا در سال ۲۰۰۹، کینگ میزبانی برنامه سخنرانی وضعیت کشور آمریکا را که جایگزین نسخه آخر سی‌ان‌ان با ولف بلیتزر شد، آغاز کرد. در ۱۲ نوامبر ۲۰۰۹، با استعفای ناگهانی لو دابس، شبکه سی‌ان‌ان اعلام کرد که کینگ در اوایل سال ۲۰۱۰ جایگزین دابس می‌شود. در ۳۱ ژانویه ۲۰۱۰، کینگ اعلام کرد که گزارشگر ارشد سیاسی سی‌ان‌ان، کندی کرولی، جایگزین او خواهد شد. کینگ در ۲۲ مارس ۲۰۱۰ میزبانی برنامه جدید خود را در برنامه شب هفتگی جان کینگ در ایالات متحده را آغاز کرد. در ۲ می ۲۰۱۱، جان کینگ تنها گوینده سی‌ان‌ان بود که مرگ اسامه بن لادن را برای بینندگان خود تأیید نمود.
در ۱۹ ژانویه ۲۰۱۲، کینگ یک مناظره ریاست‌جمهوری حزب جمهوری‌خواه را قبل از انتخابات مقدماتی در کارولینای جنوبی تعدیل کرد.
در اوایل سال ۲۰۱۲ برنامه سخنرانی وضعیت کشور آمریکا توسط جان کینگ، لغو شد و تنها قسمت آخر آن در ۲۹ ژوئن ۲۰۱۲ پخش شد.
در ۱۷ آوریل ۲۰۱۳، کینگ با استناد به منابعی از مجری قانون، به اشتباه گزارش داد که مظنون بمب‌گذاری ۱۵ آوریل ۲۰۱۳ در ماراتن بوستون توسط پلیس شناسایی شده‌است و مظنون مردی با پوست تیره است. کینگ اولین کسی بود که به اشتباه در خصوص شناسایی فرد مظنون گزارش داد. در پی آن خبرگزاری‌های دیگر، مانند فاکس نیوز، به به اشتباه گزارش کردند فرد مظنون دستگیر شده‌است.
از طرف دیگر کینگ به دلیل پوشش خبری انتخابات ریاست‌جمهوری ایالات متحده آمریکا (۲۰۲۰) مورد تحسین گسترده قرار گرفت.
از سال ۲۰۱۶ تا ۲۰۲۳، کینگ مجری برنامه صبحگاهی سی‌ان‌ان «سیاست داخلی» بود. در ۱۱ ژانویه ۲۰۲۱، ابی فیلیپ به عنوان مجری جدید در برنامه یکشنبه «سیاست داخلی» به جای کینگ معرفی شد که از یکشنبه ۲۴ ژانویه ۲۰۲۱ کارش را آغاز می‌نماید. اسم برنامه جدید بود «سیاست داخلی با ابی فیلیپ». در آوریل ۲۰۲۳، اعلام شد که همکار و همسر سابقش دانا باش به عنوان مجری انفرادی «سیاست داخلی»در اواسط ژوئن جانشین او خواهد شد، در حالی که او پروژه جدیدی را آغاز کرد که با سیاست‌های انتخاباتی سروکار داشت.